# Metro w Norymberdze

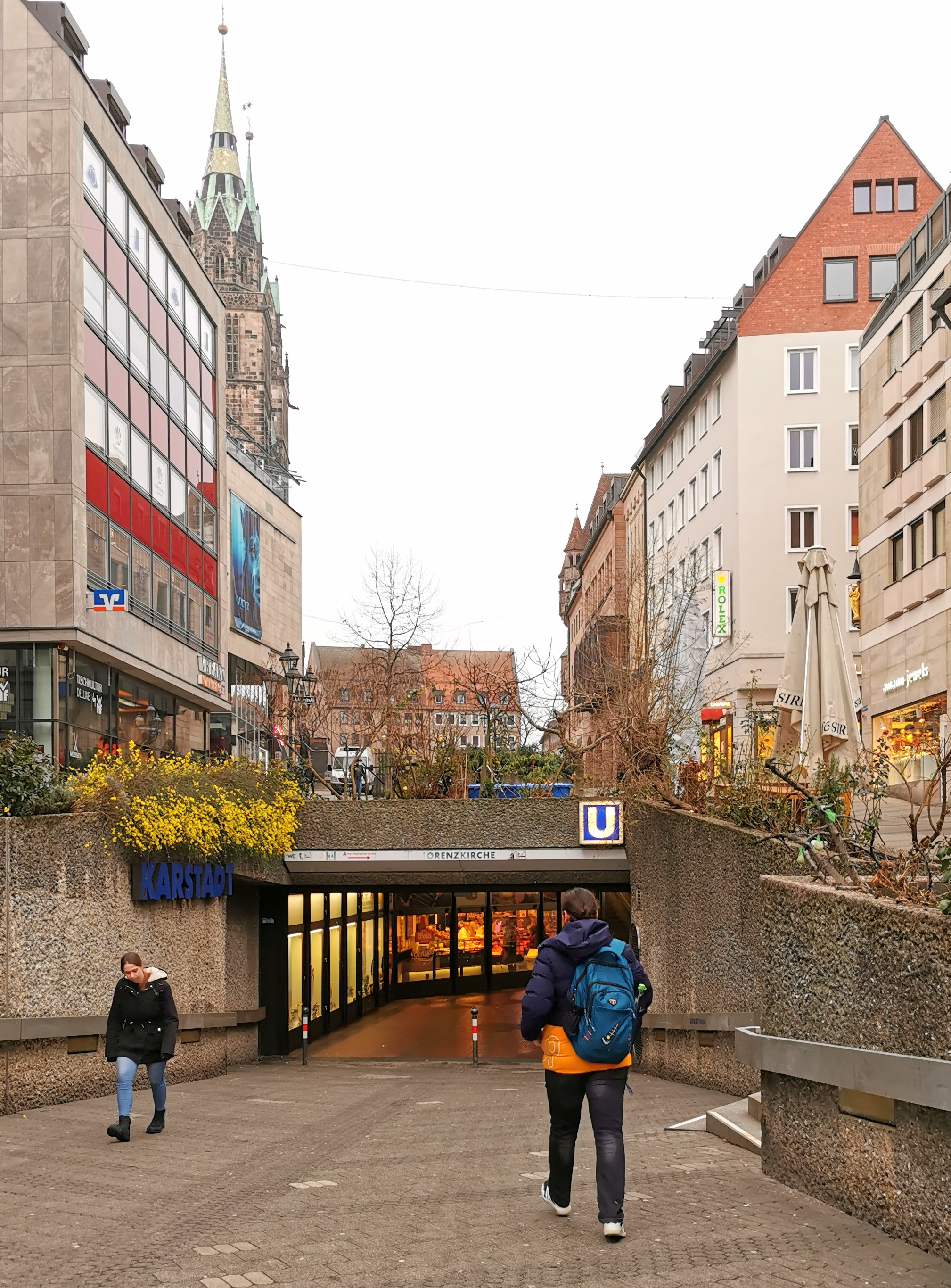
Wejście do stacji metra Lorenzkirche

Metro w Norymberdze (niem. U-Bahn Nürnberg) – system szybkiej kolei miejskiej, zarówno podziemnej, jak i naziemnej, zlokalizowany w Norymberdze. Obecnie składa się z 3 linii o łącznej długości 38,2 kilometrów. System metra w Norymberdze jest najmłodszym systemem w Niemczech.
Budowę rozpoczął 20 marca 1967 niemiecki minister transportu, Georg Leber. Pierwszy odcinek linii U1 o długości 3,7 km, pomiędzy stacjami Langwasser Süd i Bauernfeindstraße, został otwarty 1 marca 1972 roku.
| Ozn. | Trasa                                  | Długość | Liczba stacji | Otwarcie  |
| ---- | -------------------------------------- | ------- | ------------- | --------- |
| U1   | Fürth Hardhöhe ↔ Langwasser Süd        | 18,5 km | 27            | 1972–2007 |
| U2   | Flughafen ↔ Röthenbach                 | 13,2 km | 16            | 1984–1999 |
| U3   | Großreuth bei Schweinau ↔ Nordwestring | 9,2 km  | 14            | od 2008   |